# Crocidura nigripes
Crocidura nigripes es una especie de musaraña de la familia de los soricidae.

## Distribución geográfica
Es endémica de Indonesia.